# Casa Moradell
La Casa Moradell és un edifici del municipi de Figueres (Alt Empordà) que forma part de l'Inventari del Patrimoni Arquitectònic de Catalunya.

## Descripció
Edifici situat al Carrer Nou de Figueres, a la zona situada entre la plaça Ernest Vila i la Plaça Creu de la Mà. És un edifici de planta baixa i dos pisos. La planta baixa presenta portal d'accés a la dreta i el que era un gran finestral a l'esquerra, que s'ha convertit en l'accés d'una cafeteria. Els dos pisos superiors segueixen la mateixa ordenació amb dos balcons per pis, en el primer de balconada correguda. Tots el guardapols presenten motiu ornamental central. La coberta és de terrassa amb barana d'obra, que té un cos central amb orla floral. Als laterals de la façana imitació d'encoixinat rústic i al mig de la façana canal estucada.